# Carl Bruch
Carl Wilhelm Ludwig Bruch, född den 1 maj 1819 i Mainz, död den 4 januari 1884, var en tysk anatom.
Bruch studerade i Gießen och Berlin. 1842 promoverades han till Dr. med.. År 1845 blev han privatdocent hos Jakob Henle i Heidelberg. År 1850 blev han ordinarie professor i Basel för anatomi och fysiologi, för att 1855 återvända till Gießen. Redan 1860 var han tvungen att gå i pension.
Med sin skrift Die Diagnose der bösartigen Geschwülste hörda han till de tidiga efterföljarna till Johannes Peter Müller inom området mikroskopisk tumördiagnostik. 1844 beskrev han det efter honom benämnda Bruchs membran i chorioidea.